# Măgherani
Măgherani (węg. Nyárádmagyarós) – wieś w Rumunii, w okręgu Marusza, w gminie Măgherani. W 2011 roku liczyła 731 mieszkańców.